# Casarejos
Casarejos és un municipi de la província de Sòria, a la comunitat autònoma de Castella i Lleó. Pertany a la comarca de Pinares.

## Demografia
| 1991 | 1996 | 2001 | 2004 |
| ---- | ---- | ---- | ---- |
| 300  | 284  | 265  | 256  |